# Satyrium breve
Satyrium breve är en orkidéart som beskrevs av Robert Allen Rolfe. Satyrium breve ingår i släktet Satyrium och familjen orkidéer. Inga underarter finns listade i Catalogue of Life.